# Glándula de Meibomio
Las glándulas de Meibomio (en latín, glandulae tarsalis), también llamadas glándulas tarsales, glándulas palpebrales y glándulas tarsoconjuntivales, son glándulas sebáceas que se encuentran situadas en los párpados (superior e inferior) y producen una secreción compuesta por diferentes sustancias, entre las que abundan lípidos diversos como fosfolípidos, triglicéridos y esteroles libres. Esta secreción forma parte de la película lagrimal y previene su evaporación.
Existen unas cincuenta glándulas de este tipo en el párpado superior y veinticinco en el inferior. Su nombre se debe al médico alemán Heinrich Meibom, quien las describió por primera vez.
La obstrucción del conducto de salida de alguna de estas glándulas determina la formación de un pequeño quiste en el párpado que se conoce como chalación.
En los seres humanos, se han identificado más de noventa proteínas en las secreciones de las glándulas de Meibomio.